# Tyrós
Tyrós (grec moderne : Τυρός ; tsakonien : Τερέ) est une localité située dans le dème de Cynourie-du-Sud, dans le district régional d'Arcadie, dans la périphérie du Péloponnèse, en Grèce.
Apparu au début des années 1960, il s'agit du siège de l'ancien dème de Tyrós ayant fonctionné de 1997 à 2010, et auparavant de l'ancien dème de Tyrosapounakéika (1994-1997).
Selon le recensement de 2021, elle compte 145 habitants.

## Géographie
Le village de Tyrós (145 hab. en 2021) est situé à environ 2 km du rivage. Il a été le siège de la communauté de Tyrós de sa création en 1912 à son abolition en 1994

## Histoire
Tyrós est habitée depuis l'antiquité, c’était l’un des ports de l’ancienne Sparte. Des ruines de fortifications antiques ont été découvertes sur la colline surplombant le port. 